# Spilogona liberia
Spilogona liberia este o specie de muște din genul Spilogona, familia Muscidae, descrisă de John Otterbein Snyder în anul 1953.
Este endemică în Liberia. Conform Catalogue of Life specia Spilogona liberia nu are subspecii cunoscute.